# Ingvar Ohlsson
Ingvar Ohlsson, född 1918, död 1996, var en svensk generaldirektör och nationalekonom.

## Biografi
Ohlsson anställdes som nybliven fil. kand. vid  1944 Konjunkturinstitutet. Han lade där grunden till de svenska nationalräkenskaperna och utvecklade teorierna för detta i sin doktorsavhandling On National Accounting (1953), som renderade honom en docentur i nationalekonomi.
År 1956 övergick han till finansdepartementet, där han året därpå blev chef för den ekonomiska avdelningen. År 1958 blev Ohlsson chef för Statistiska Centralbyrån (SCB) och var överdirektör där 1958-61 för att sedan vara verkets generaldirektör 1961-75. 
Under Ohlssons tid vid SCB skedde flera stora förändringar med att sammanföra statistiken från såväl socialstyrelsen som kommerskollegium till nya avdelningar inom SCB. Han tog även initiativet till att flytta en del SCB till Örebro, delvis sammanhängande med datorernas inträde i verksamheten.
Efter sin pensionering hade Ohlsson uppdrag som ordförande i den av industridepartementet inrättade Expertgruppen för forskning om regional utveckling.